# Collis Potter Huntington

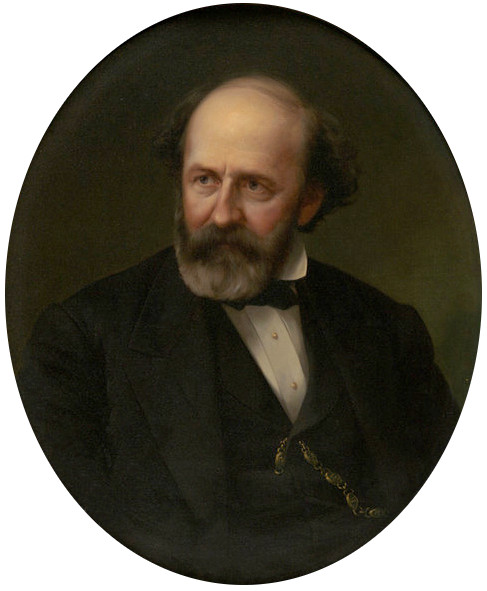
Collis Potter Huntington

Collis Potter Huntington (22 de outubro de 1821 - 13 de agosto de 1900) foi um industrial norte-americano e magnata ferroviário. Ele foi um dos Quatro Grandes da ferrovia ocidental (junto com Leland Stanford, Mark Hopkins e Charles Crocker) que investiram na ideia de Theodore Judah de construir a Central Pacific Railroad como parte da primeira ferrovia transcontinental dos EUA. 

## Carreira
Huntington ajudou a liderar e desenvolver outras grandes linhas interestaduais, como a Southern Pacific Railroad e a Chesapeake & Ohio Railway (C&O), que ele foi recrutado para ajudar a completar. A C&O, concluído em 1873, realizou um sonho de longa data dos virginianos de uma ligação ferroviária do rio James em Richmond ao vale do rio Ohio. As novas instalações ferroviárias adjacentes ao rio resultaram na expansão da antiga pequena cidade de Guyandotte, Virgínia Ocidental, em parte de uma nova cidade que foi nomeada Huntington em sua homenagem.
Voltando a atenção para o extremo leste da linha em Richmond, Huntington dirigiu a Extensão da C&O em 1881-1882, que abriu um caminho para o carvão betuminoso da Virgínia Ocidental alcançar novos cais de carvão no porto de Hampton Roads para exportação. Ele também é creditado com o desenvolvimento de Newport News Shipbuilding e Drydock Company, bem como a incorporação de Newport News, Virginia como uma nova cidade independente. Após sua morte, seu sobrinho Henry E. Huntington e seu enteado Archer M. Huntington continuou seu trabalho em Newport News. Todos os três são considerados fundadores da comunidade, com características locais nomeadas em homenagem a cada um.
Grande parte do desenvolvimento ferroviário e industrial que Collis P. Huntington imaginou e liderou ainda são atividades importantes no início do século XXI. A Southern Pacific agora faz parte da Union Pacific Railroad, e a C&O tornou-se parte da CSX Transportation, cada um dos principais sistemas ferroviários dos EUA. O carvão da Virgínia Ocidental ainda é transportado por ferrovia para ser carregado em carvoeiros em Hampton Roads. Perto dali, a Huntington Ingalls Industries opera o enorme estaleiro de Newport News.
De sua base em Washington, Huntington foi lobista do Central Pacific e do Southern Pacific nas décadas de 1870 e 1880. Os Quatro Grandes construíram uma poderosa máquina política, na qual ele teve um grande papel no comando. Ele foi generoso em fornecer subornos a políticos e congressistas. A revelação de seus crimes em 1883 fez dele um dos ferroviários mais odiados do país.

Huntington se defendeu:
Os motivos por trás de minhas ações foram honestos e os resultados redundaram muito mais em benefício para a Califórnia do que em meu próprio benefício. 
Em 1968, Huntington foi introduzido no Hall of Great Westerners do National Cowboy & Western Heritage Museum.